# Лейкопенія
Лейкопенія — зниження кількості лейкоцитів в одиниці об'єму крові, симптом багатьох хвороб. Хворобу крові, при якій спостерігають значну лейкопенію аж до повного зникнення з крові лейкоцитів, називають агранулоцитозом.

## Причини лейкопенії
- Аплазія і гіпоплазія кісткового мозку
- Ушкодження кісткового мозку хімічними засобами, ліками
- Іонізуюче опромінення (підвищення радіоактивного фону, променева хвороба)
- Гіперспленізм (первинний, вторинний)
- Спленомегалічний цироз печінки
- Гострі лейкози (лейкопенічні та алейкемічні форми)
- Мієлофіброз
- Мієлодиспластичні синдроми
- Лімфогранулематоз
- Плазмоцитома
- Метастази новоутворень у кістковому мозку
- Деякі ендокринні захворювання (акромегалія, хвороба і синдром Кушинга)
- Хвороба Аддісона-Бірмера
- Сепсис
- Деякі інфекційні захворювання (зокрема, черевний тиф і паратифи, малярія, бруцельоз, вірусні інфекційні захворювання з вірусемією).
- Анафілактичний шок
- Колагенози
- Результат дії лікарських препаратів (сульфаніламіди і деякі антибіотики, НПЗП, тиреостатики, цитостатики, протиепілептичні препарати, антиспазматичні пероральні препарати).

## Клінічні прояви лейкопенії
Поступове ослаблення організму. У результаті бурхливо розвиваються інфекції (підвищення температури, гарячка, прискорений пульс, неспокій, головний біль, виснаження всього організму), запальні процеси в порожнині рота, виразки у товстому кишечнику, пневмонія та зрушення крові, які можуть спричинити смерть.
Якщо зниження вмісту лейкоцитів зумовлено реакцією на певні ліки, симптоми наростають бурхливо.
Низький вміст лейкоцитів характеризується набряканням залоз, збільшенням селезінки, збільшенням мигдаликів, а також симптомами захворювань, що приєдналися.

## Лікування
Для лікування використовують такі препарати:
- Батілол (Batilolum)
- Лейкоген (Leucogenum)
- Метилурацил (Methyluracilum)
- Натрію нуклеїнат (Natrii nucleinas)
- Натрію нуклеоспермат
- Хлорофілін натрію (Sodium Chlorophyllin)
- Пентоксил (Pentoxylum)
- Піридоксин (Pyridoxinum)
- Етаден (Etadenum)